# Dodge Lancer
À ne pas confondre avec Mitsubishi Lancer ou Mitsubishi Lancer Evolution.

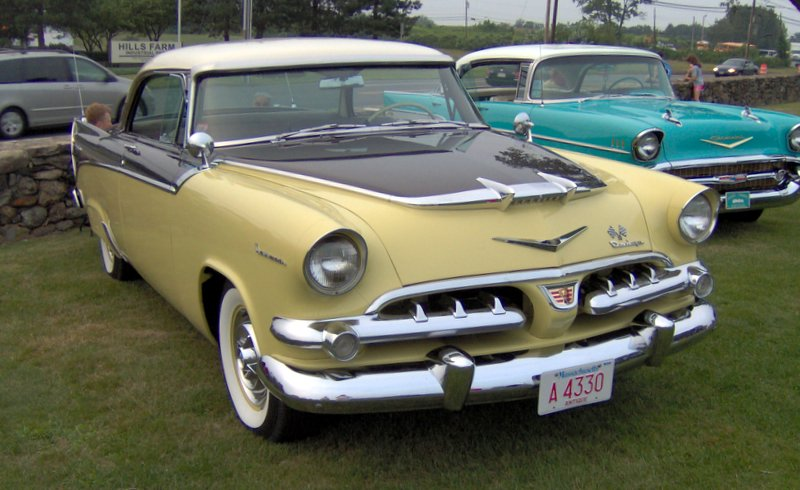

La Dodge Lancer est une automobile construite par Dodge. Initialement introduite en tant que version à toit rigide full-size des Dodge de 1955, la version originale a été produite jusqu'en 1959. En 1961, Dodge a relancé la plaque signalétique Lancer sur la plate-forme A compacte de Chrysler, mais celle-ci n'est restée en production que deux années modèles avant d'être remplacée par la Dodge Dart. Pour 1985, Dodge a utilisé la plaque signalétique Lancer sur une voiture basée sur la plate-forme H de taille moyenne de Chrysler, et ce modèle est resté en production jusqu'à ce qu'il soit remplacé par la Dodge Spirit en 1989.

## 1955-1959: Coronet Lancer, Royal Lancer et Custom Royal Lancer
Dodge a utilisé le nom Lancer de 1955 à 1959 pour désigner les modèles à toit rigide deux et quatre portes (sans montant B) dans les gammes Coronet, Royal et Custom Royal. La Custom Royal Lancer était uniquement un modèle à toit rigide haut de gamme pour 1959. Il y avait 6 278 toits rigides à deux portes et 5 019 toits rigides à quatre portes fabriqués en 1959. Au total, 11 397 Custom Royal Lancer ont été fabriquées.
La Custom Royal Lancer était équipée d'un moteur V8 gros bloc 361 de 5,9 L produisant 309 ch (227 kW). Une option D-500 était disponible, qui comprenait un moteur de 6,3 L avec un seul carburateur Carter à quatre corps d'une puissance de 324 ch (239 kW), ainsi qu'une version Super D-500 avec double carburateurs à quatre corps produisant 345 ch (254 kW).
La Custom Royal Lancer comportait également un tableau de bord et un volant rembourrés, des emblèmes Lancer sur les ailes, le volant et les enjoliveurs, essuie-glaces actionné au pied, deux antennes radio, garniture latérale de luxe et arcades épaisses chromées. L'équipement en option comprend des vitres et des freins électriques, climatisation et sièges pivotants. La désignation Lancer a été abandonnée pour 1960.

## 1961-1962: Lancer
Pour l'année modèle 1961, Dodge a appliqué la plaque signalétique Lancer à son clone haut de gamme de la très populaire compact Valiant de Chrysler. Le modèle a été introduit lorsque Chrysler a officiellement affecté la Valiant à la division Plymouth en 1961, laissant les concessionnaires Dodge sans compact à vendre. Toutes les mêmes variantes de carrosserie disponibles sur la Valiant étaient également disponibles sur la Lancer: berlines deux et quatre portes, toit rigide à deux portes et breaks quatre portes. Fin 1962, elle fut rebaptisée Dodge Dart.
Dans une enquête auprès des propriétaires, dans le numéro de mars 1961 de Popular Mechanics, 71,2 % des propriétaires aimaient sa manipulation, mais 12,3 % pensaient que la finition était mauvaise.

### Style et finition
L'empattement et la carrosserie de la Lancer étaient identiques à ceux de la Valiant, mais les finitions intérieures et extérieures étaient plus haut de gamme pour la Lancer. Les Lancer comportaient des feux arrière ronds et une calandre sur toute la largeur, au lieu des feux arrière de style œil de chat et de la calandre centrale de la Valiant. Pour 1961, les niveaux de finition étaient la "170" de base et la "770" haut de gamme. En 1961, le toit rigide à deux portes était uniquement commercialisé sous le nom de "Lancer 770 toit rigide à 2 portes". Pour 1962, le modèle à toit rigide était commercialisé sous le nom de "GT toit rigide à 2 portes" et gardé la finition haut de gamme. La peinture bicolore était disponible et au lieu d'une banquette avant, il y avait deux sièges baquets. Également pour le modèle de 1962, des médaillons "Lancer GT" étaient montés sur les finitions des panneaux de portes intérieur, sous la fenêtre de ventilation et sur les côtés des ailes avant juste à l'arrière des phares. Des emblèmes "GT" étaient placés sur le capot, le couvercle de coffre et sur le tableau de bord en vinyle. Le cadre des phares et les lamelles horizontales de la calandre étaient noircis. La GT manquait également de certains ornements trouvés sur les 170 et 770 tels que les scripts de porte "Lancer", les marques chromées hachurées et inclinées sur le quart inférieur et la garniture en acier inoxydable en forme de lance qui va du garde-boue à la porte.

### Groupes motopropulseurs
La Lancer utilisait le moteur Slant-6. Le moteur de base était l'unité 170 de 2,8 L d'une puissance nominale de 102 ch (75 kW). Le groupe motopropulseur optionnel se composait du plus grand moteur 225 de 3,7 L évalué à 147 ch (108 kW). Après le début de l'année modèle 1961, une version en aluminium moulé sous pression du bloc moteur 225 a été mise à disposition. Le 225 en aluminium pesait 45 lb (20 kg) de moins que le 170 en fer et 80 lb (36 kg) de moins que le 225 en fer. Tous les moteurs disponibles pouvaient être équipés chez le concessionnaire du kit de pièces Hyper Pak de Chrysler, pour une mise à niveau significative de la puissance: la puissance publiée du 170 Hyper Pak était de 150 ch (110 kW), tandis que la puissance du 225 Hyper Pak était de 199 ch (146 kW). L'Hyper-Pak réduisait de plus de quatre secondes le temps du 0 à 97 km/h) par rapport au 225 standard et était plus rapide d'une seconde et allait 11 km/h plus vite dans le quart de mile (402 m). Avec l'Hyper Pak, une Lancer 225 pouvait passer de 0 à 97 km/h en 8,6 secondes et faire le quart de mile (402 m) en 16,4 secondes. Les voitures de 1962 ont dû déplacés le moteur et la transmission pour un plancher avant plus plat.
Les options de transmission étaient une boîte manuelle A903 à trois vitesses construite par Chrysler avec levier de vitesses au plancher en 1961 et sur la colonne de direction en 1962, ou une boîte automatique à trois vitesses A904 TorqueFlite à bouton-poussoir.

### Course en ligne droite et concurrence commerciale
Dans la NHRA Winternatonals de 1962, Wayne Weihe a remporté la victoire dans la catégorie C/FX (Factory Experimental) avec sa Lancer équipée du moteur Hyper-Pak, avec un temps de 15,67 s au quart de mile (402 m). Bien que les plus groses Dodge commencent à apparaître sur les courses en ligne droite à travers le pays, la "Golden Lancer" de Dode Martin et Jim Nelson était à peu près la compacte la plus rapide sur les pistes en 1962. Dans le compartiment moteur se trouvait un moteur V8 RB 413 (6,77 L) de Chrysler modifié par l'équipe des ingénieurs de course de Chrysler, les "Ramchargers". La Golden Lancer a couru avec succès dans la catégorie A/FX et pouvait faire le quart de mile (402 m) en 12,68 secondes à 182 km/h.
Les ventes de Lancer n'ont pas répondu aux attentes[réf. nécessaire] et se vendaient environ de moitié, tout comme la Valiant. Dans le cadre de la refonte totale des voitures compactes de Dodge en 1963, le nom Lancer a été abandonné. Les compactes Dodge de 1963 à 1976 étaient nommées Dart, un nom qui avait auparavant été attribué à une voiture plus grande produite par Dodge de 1960 à 1962.

### Marché sud-africain
En Afrique du Sud, une version à conduite à droite de la Lancer a été vendue de 1961 à 1963, sous le nom de DeSoto Rebel, peu de temps après la suppression du nom DeSoto aux États-Unis. Toutes les Rebel étaient équipées du moteur Slant 6 de 2,8 L, et la plupart étaient équipées de la transmission manuelle à trois vitesses. Comme pour les Valiant RV1 et SV1 australiennes, la Rebel utilisait le groupe d'instrumentations de la Plymouth Valiant américaine de 1961. Des réflecteurs blancs étaient montés sur le pare-chocs avant, conformément à la réglementation sud-africaine sur l'équipement des véhicules. Le nom Rebel a été réintroduit par Chrysler Afrique du Sud en 1967 pour la "Valiant Rebel" à prix économique.

## 1985-1989: Lancer
La Dodge Lancer a été réintroduite en 1985 en tant que berline 5 portes de taille moyenne. C'était une version rebadgée de la Chrysler LeBaron GTS plus chère et elle était basée sur la plate-forme H de Chrysler, une version étirée de la plate-forme K de Chrysler. La Lancer était en fait insérée entre l'Aries et la 600. Toutes les Lancer étaient construites à Sterling Heights, Michigan. La production s'est terminée le 7 avril 1989, remplacée par la Spirit.

### Lancer Shelby
La "Lancer Shelby" de 1988 à 1989 était une finition d'usine, d'apparence et de manipulation comprenant des barres stabilisatrices améliorées, des ressorts plus courts et une direction plus rapide ainsi qu'un assortiment de caractéristiques de confort et de commodité, y compris des sièges en cuir, des serrures, fenêtres, sièges et rétroviseurs électriques, un volant inclinable et un porte-gobelet à deux positions[réf. nécessaire]. Elle a été inspirée par la Shelby Lancer de 1987, qui était construite par Shelby Automobiles à Whittier, en Californie. Chrysler a repris la production à partir de l'année modèle 1988, les construisant dans la même usine de Sterling Heights que les Lancer ordinaires.
Le moteur Turbo II à refroidissement intermédiaire avec transmission manuelle développait 177 ch (130 kW). La variante automatique était équipée du Turbo I de 148 ch (109 kW)[réf. nécessaire]. Bien qu'il n'ait pas été prévu que la Lancer Shelby soit une édition limitée, seulement 279 ont été produites en 1988 et 208 en 1989[réf. nécessaire].

### Marché européen
En avril 1988, Chrysler a commencé à proposer certaines voitures sur le marché européen. L'une d'elles était la "Chrysler GTS", une version rebadgée de la Dodge Lancer ES. En raison de la réglementation européenne sur les véhicules, l'aspect extérieur était légèrement différent. Les clignotants arrière étaient de couleur ambre plutôt que rouge, les marqueurs latéraux avant et le feu stop central étaient masqués, de petits clignotants ronds étaient installés dans les ailes avant et les rétroviseurs latéraux étaient à charnière à ressort plutôt que rigide. Les options de moteur comprenaient le moteur Four à aspiration naturelle de 2,2 L et une version turbocompressée du même moteur. À partir de 1989, le moteur Four de 2,5 L est devenu disponible avec ou sans turbocompresseur. Le moteur de 2,2 L a été abandonné, à l'exception de la version Turbo II qui était de série sur la Chrysler GTS Shelby, la sœur européenne de la Dodge Lancer Shelby. Une boîte manuelle à cinq vitesses était standard, avec une transmission automatique à trois vitesses comme option à coût supplémentaire. La GTS Shelby avait uniquement la transmission manuelle.
La Chrysler GTS avait peu d'acheteurs en Europe; la compétition était trop dure. Même les prix relativement bas ne pouvaient pas aider, et les chiffres des ventes étaient très bas. À la fin de 1989, la GTS a été remplacée par la Saratoga.